# David Andersson (författare)

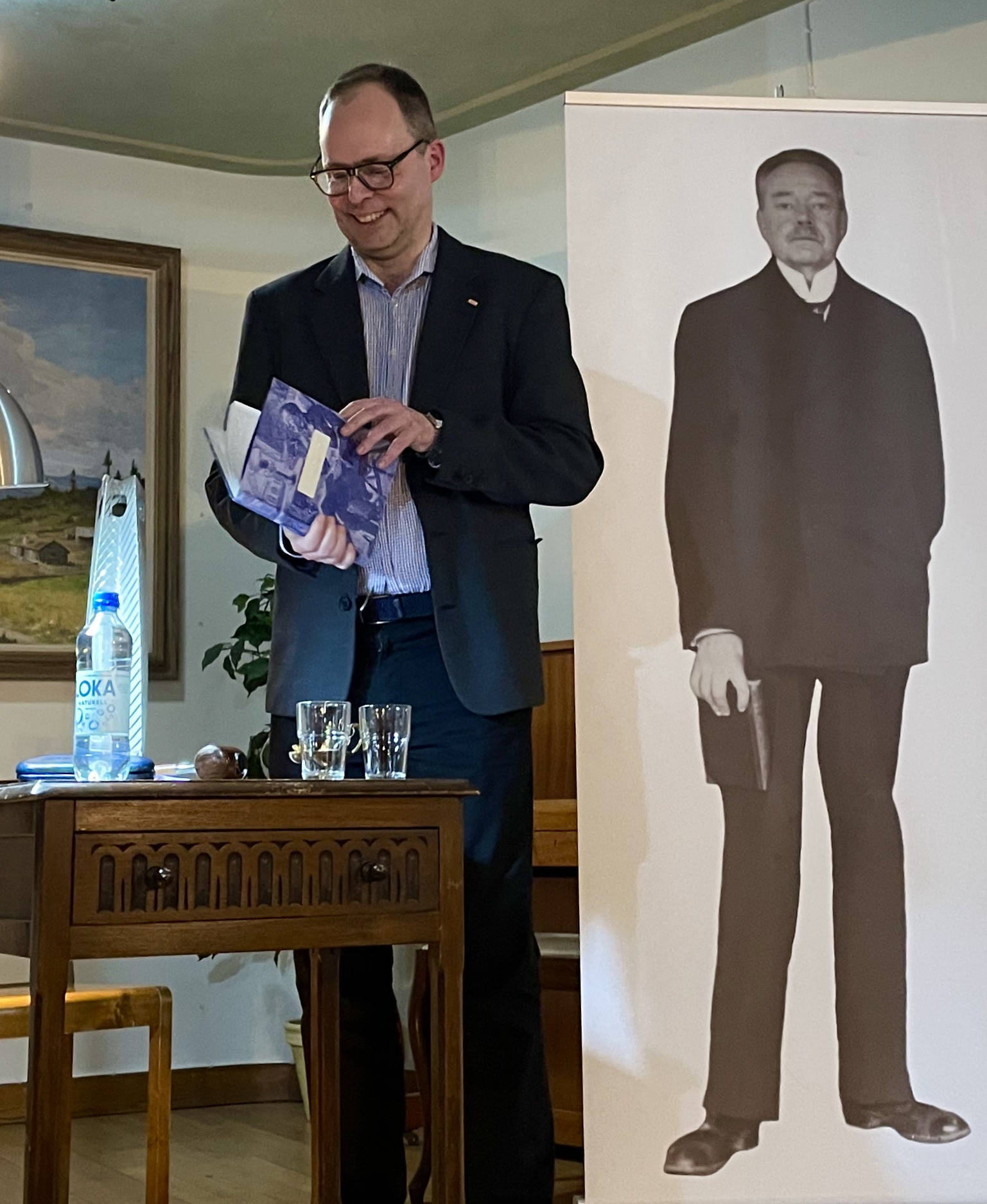
David Andersson gästade i januari 2025 Söderbergsällskapet och berättade om sin nyligen utkomna bok Hjalmar Söderberg och eftervärlden.

David Andersson, född 1972, är en svensk författare, skribent och redaktör.
Han är sedan 2007 redaktör på tidskriften Axess Magasin, och var tidigare medarbetare på ledar- och kultursidorna i Sydsvenskan och Kristianstadsbladet.

## Författarskap
I boken Poeten och sophelikoptern diskuterar Andersson Gunnar Ekelöfs uppgörelse med folkhemmet , såsom den uttrycks i en dikt som "Till de folkhemske". Han konstaterar att Ekelöf som ung tillhörde Clarté och tidskriften Spektrums redaktion men senare avvisade deras synsätt.
Andersson har också skrivit den första svenska boken om Arthur Koestler, där han bland annat understryker kontinuiteten i det till synes disparata författarskapet.  I boken Dr Kissinger och världshistorien skriver han om Henry Kissingers gärning som politiker, liksom om hans författarskap och kritik mot den traditionella amerikanska utrikespolitiken hos Woodrow Wilson och hans efterföljare.
I Med skuldkänslan som drivkraft beskriver Andersson två världsbilder i svensk debatt och några kända intellektuella som företrätt dem. Herbert Tingsten och Per Ahlmark menade att den viktigaste konflikten i internationell politik var den mellan demokrati och diktatur, medan Göran Palm och Jan Myrdal avvisade demokratibegreppet och istället såg konflikten väst mot tredje världen som avgörande. Tingsten och Ahlmark var Israelvänner och såg Förintelsen som en unik händelse, medan Myrdal och Palm ansåg att staten Israel inte hade något existensberättigande. Myrdal hävdade, liksom Olof Lagercrantz och Sven Lindqvist, att Förintelsen inte är värre än kolonialismens övergrepp.
Utgångspunkten för "Vi vill nytt, vi begär plats" är den traditionsfientlighet som fanns hos unga svenska intellektuella runt 1930, året för Stockholmsutställningen. Boken behandlar särskilt Gunnar Ekelöf, Sven Stolpe, Artur Lundkvist, Gunnar Myrdal och Alva Myrdal. Flera av  dem omprövade sin ungdoms radikalism. Ekelöf angrep den svenska traditionslösheten och Stolpe blev konservativ katolik.
I Hjalmar Söderberg och eftervärlden beskriver Andersson hur bilden av Söderberg förändrats och blivit alltmer positiv.